# 粒径
粒径（りゅうけい、英: particle size）とは、粉粒体の粒子の大きさを表現するために、各粒子を完全な球体と仮定した場合に、その直径に相当する便宜的な値である。長さの次元を持つ。粒子がすべて球状あるいは立方体であれば、その直径や辺の長さで大きさを表現することができるが、実際の粒子はさまざまな形をしているため、粒径の定義が必要となる。

## 定義と測定方法
粒径の測定には種々の原理に基づく装置が用いられている。大きく分けると、幾何学的な定め方と、同等の物理的性状を示す球形粒子の大きさに換算する方法がある。

### 幾何学的な径
長径、短径、定方向径、定方向等分径、定方向最長幅、2軸平均径、3軸平均径、立方等価径、円等価径、同等表面積径、同等体積径など、粒子の幾何学的な性質から粒径を定めるもの。
ふるい分け法ふるい分け試験で用いるふるい目の大きさで表す。従来は、1インチあたりの網目の数をメッシュ単位として粒度を表現していたが、金網の太さを考慮に入れていないため不正確である。最近は、ふるいの目開きの寸法で表現する。JIS 8801で規定されている。
顕微鏡法拡大投影機、光学顕微鏡、SEM、TEMが用いられる。

### 物理的換算径
ストークス径（ストークスの重力沈降速度式から球形粒子として求めた動力学的等価径）、空気動力学径や、光散乱径（等価な光散乱現象を呈する球形粒子の径）などの物理的性状をもとに定めるもの。粒度分布測定装置も参照。
沈降法粒子の終末沈降速度から粒子径を求める。重力によるものと遠心力を用いるものがある。
レーザー回折散乱法粒子にレーザー光を当てたときの回折および散乱光の強度パターンが粒子の大きさに依存することを利用する。
電気検知法
クロマトグラフィー法

## 粒径分布
粒径がそろった粉粒体のことを単分散、そうでなく分布を持つものを多分散であるという。
土は粒径分布によって、性質が大きく異なる。また、コンクリートの配合においても、骨材の最大粒径は重要なパラメータである。

### 粒径分布関数
粒径分布の表し方には
- ふるい下積算分布 Q (x )
粒径がx より小さい粒子の総量（個数または質量）を粒子全量で無次元化したもの。
- ふるい上積算分布 R (x ) = 1 − Q (x )
- 頻度分布 q (x )
{\displaystyle q(x)={\frac {dQ(x)}{dx}}}

などが用いられる。
多くの粉粒体について、その頻度分布は対数正規分布で近似できる。仮定をおけば、ごく単純な場合について分布が対数正規分布になることは理論的に導くことができる。
粉砕などで得られるような分布の幅が広い場合には、ふるい上積算分布が次のロジン・ラムラー分布（Rosin-Rammler distribution、またはワイブル分布）で近似される。
{\displaystyle R(x)=\exp(-bx^{n})}
ここでb およびn は粉粒体に依存するパラメータであり、測定された分布を、ロジン・ラムラー線図（横軸に対数目盛、縦軸に二重対数目盛をとったグラフ）にプロットし線形回帰することで求めることができる。
他に
- Jungeの分布[1]
- 抜山・棚沢の分布：q (x ) = a xm exp(-b xn )

なども用いられる。

### 統計値
多数の粒子を含む粒子群を扱う場合、その平均やばらつきを表すために以下の量が必要に応じて用いられる。
平均径
- 算術平均径、最多径、中央径、幾何平均径、平均表面積径、平均体積径、長さ平均径、面積平均径
以上の平均について、個数基準とするか質量基準とするかでさらに別の定義ができる。
たとえば保健衛生工学では空気動力学径の質量基準中央径（mass median aerodynamic diameter, MMAD）がよく用いられる。

ばらつき
- 標準偏差、幾何標準偏差の対数など